# Société française d'énergie nucléaire
La Société française d'énergie nucléaire (Sfen) est une association scientifique dont l’objet est de produire et diffuser de la connaissance sur les sciences et techniques du nucléaire. Elle est fondée en 1973 pour soutenir l'industrie nucléaire française et les programmes de recherches nucléaires, alors que le premier choc pétrolier conduit le gouvernement Pierre Messmer à adopter un plan de nucléarisation de la France conçu par la commission PEON. Société de personnes physiques, sans but lucratif, la Sfen revêt la forme d’une association régie par la loi de 1901. Elle est membre de la Société nucléaire européenne (ENS).

## Genèse
La Sfen a été fondée en 1973 par Rémy Carle lors de l’engagement du programme électronucléaire français porté par le gouvernement de Pierre Messmer. L’association se fixe alors deux objectifs : offrir aux professionnels un lieu de rencontre et de dialogue sur l’état de l’art, les perspectives, les implications des travaux engagés dans les différents domaines de cette industrie ; favoriser l’information de tous les publics sur les différents aspects du nucléaire. 
Avant sa création, les professionnels de l’énergie nucléaire se regroupaient au sein de la section française de l’American Nuclear Society (ANS) et de l’Association Technique de l'Énergie Nucléaire (ATEN). 
Sont aussi membres fondateurs, en plus de Rémy Carle, Casimir Pierre Zaleski, Alexis Dejou, Michel Rozenholc.

## Organisation
Valérie Faudon est la Déléguée générale de la Sfen depuis le 1er janvier 2013.

### Anciens présidents
Chronologiquement on retiendra :
- Rémy Carle (1973-1975)
- Alexis Dejou (1975-1976)
- Jean-Claude Leny (1976-1977)
- M. Pecqueur (1977-1978)
- M. Tubiana (1978-1979)
- M. Chevrier (1979-1980)
- M. Combeau (1980-1981)
- M. Soutif (1981-1982)
- M. Teillac (1982-1983)
- M. Guilhamon (1983-1984)
- M. Frejacques (1984-1985)
- M. Couture (1985-1986)
- M. Renon (1986)
- M. Couture (1986-1987)
- Remy Carle (1987-1989)
- M. Rapin (1989-1991)
- M. Lannegrace (1991-1993)
- M. Meyniel (1993-1994)
- M. Rougeau (1994-1995)
- M. Bacher (1995-1996)
- Bertrand Barré (1996-1997)
- Dominique Vignon (1997-1998)
- Roland Masse (1998-1999)
- Bernard Dupraz (1999-2000)
- M. Gobert (2000-2001)
- Jacques Bouchard (2001-2003)
- Bernard Estève (2003-2005)
- Georges Servière (2005-2007)
- Noël Camarcat (2007-2009)
- Philippe Pradel (2009-2011)
- Luc Oursel (2011-2013)
- Dominique Minière (2013-2015)
- Christophe Béhar (2015-2017)
- Philippe Knoche (2017-2019)
- Xavier Ursat (2019-2021)
- Philippe Stohr (2021-2023)
- Guillaume Dureau (2023-)

## Activités

### Publication de revues
Depuis 1975, la Sfen édite en français la Revue générale nucléaire (RGN), bimestrielle, consacrée à l’énergie nucléaire.
Depuis mars 2015, la Sfen et EDP Sciences éditent la première revue scientifique en anglais consacrée au nucléaire : The European Physical Journal.

### Publication de notes techniques, avis et positions
La Sfen publie, dans le cadre de débats publics français, des notes techniques, avis et positions de ses sections techniques :
- la COP21[8] ;
- le coût d'un accident nucléaire[9] ;
- la sécurité d'approvisionnement énergétique[10] ;
- le débat national sur la transition énergétique[11] ;
- le débat relatif au projet de stockage des déchets radioactifs, Cigéo[12],[13].

### Organisation de congrès et conférences
En France, la Sfen organise les conférences internationales ICAPP (en anglais : International Congress on Advances in Nuclear Power Plants), GLOBAL, TINCE (en anglais : Technology Innovation in Nuclear Civil Engineering), INDEX (en anglais : International Nuclear Digital Experience), Fontevraud (International Symposium on Contribution of Materials Investigations and Operating Experience to LWRs’ Safety, Performance and Reliability) et NUWCEM (International Symposium dedicated to cement-based materials for nuclear waste management).
Depuis 2010, la section Jeune Génération de la Sfen organise l'événement Atoms for The Future.

### Women In Nuclear (WiN): le nucléaire au féminin
Depuis 1993, au sein de la Sfen, WiN France réunit les professionnelles de tous les domaines d’application du nucléaire et agit pour informer le grand public – les femmes en particulier – sur les questions nucléaires et encourager les jeunes femmes à s’orienter vers des professions scientifiques ou techniques.

### Nuclear for climate
La Sfen a lancé en mars 2015 une initiative réunissant toutes les associations nucléaires à travers le monde. 
Lors de la conférence internationale ICAPP que la Sfen a organisé à Nice, ses homologues et elle-même ont demandé que la Convention-cadre des Nations unies sur les changements climatiques reconnaisse l’énergie nucléaire comme une énergie bas-carbone et la fasse entrer dans les mécanismes de financement auxquels toutes les autres énergies bas-carbone sont éligibles.

### Réseaux
La Sfen est membre fondateur et l’un des principaux animateur de la Société nucléaire européenne (en anglais : European Nuclear Society) qui regroupe 30 associations nationales. 
La Sfen a des contacts suivis avec les institutions de l’Union européenne, l’OCDE et l’AIEA (ONU), dans le cadre en particulier de son activité d'organisation de conférences scientifiques internationales.
La Sfen a signé des accords de coopération bilatérale avec 17 sociétés savantes nucléaires étrangères parmi lesquelles : l’American Nuclear Society aux États-Unis, l’ANA en Australie, la CNS au Canada, la CNS en Chine, la KNS en Corée du Sud, l’INS en Inde, l’AESJ au Japon, la NSK au Kazakhstan, la GMTR au Maroc et, depuis 2013, la PTN en Pologne.

## Prises de position dans les médias
- Sûreté nucléaire : « En 2011, après l'accident au Japon, le Premier ministre de l'époque a demandé une évaluation de la sûreté de toutes les installations nucléaires en France. Le rapport a démontré que toutes les installations d'EDF avaient un niveau suffisant de sûreté et de robustesse en cas de situation extrême. Ce niveau a même encore augmenté pour être porté au-delà de l'imaginable…[20] »
- Climat : « L’atome est la seule issue possible pour atteindre les objectifs de lutte contre le réchauffement climatique et de décarbonisation de l’économie, tout en étanchant la soif énergétique des pays émergents. Très peu d’autres scénarios (8 sur 1200) permettent de contenir la hausse des températures à 2 °C[21]. »
- Transition énergétique : « Alors que 70 % de la consommation d’énergie française est encore à base d’énergies carbonées (pétrole et gaz), fortement émettrices de CO2, le projet de loi vise paradoxalement à limiter l’utilisation d’une énergie bas-carbone. Grâce au nucléaire, un citoyen français émet déjà deux fois moins de CO2 qu’un allemand, et trois fois moins qu’un américain. Pour atteindre ses objectifs de réduction de CO2 en 2050, la France doit miser sur son parc nucléaire et focaliser ses efforts sur les secteurs encore fortement consommateurs d’énergies carbonées (et importées), comme les transports et l’habitat/tertiaire. Ce dernier secteur constitue un véritable gisement de croissance pour les énergies renouvelables[22]. »
- Nouveaux réacteurs : « Il faut construire de nouveaux réacteurs pour assurer l'approvisionnement de la France en 2040[23]. »
- Hinkley Point : « Chaque pays choisit son mix énergétique, c'est un choix politique que fait le Royaume-Uni, comme les 14 États membres qui recourent déjà au nucléaire. (...) Pourquoi les énergies fossiles et renouvelables seraient subventionnées et pas le nucléaire[24] ? »
- Dans une tribune publiée dans Le Monde en février 2020[25], la Sfen estime que la fermeture de la centrale de Fessenheim entraînera une augmentation des émissions de CO2 de 10 millions de tonnes par an et relève d'une vision de l'écologie aujourd'hui dépassée.

## Critiques
La Sfen est souvent décrite dans la presse française comme faisant partie du lobby nucléaire français. L'industrie nucléaire étant une activité d'État, la Sfen est accusée par ses détracteurs d'établir une position dominante pour ses membres en diffusant une propagande pronucléaire et orientant la politique énergétique française vers plus de nucléaire.
En 2011, des militants antinucléaires dénoncent l'action de la Sfen, accusée de faire de la propagande pro-nucléaire dans les lycées et collèges d'Alsace, le rectorat de Strasbourg a alors affirmé respecter son devoir de neutralité.
La Sfen indique « qu'aucune étude, aucune enquête épidémiologique n'a mis en évidence, en France, des cancers de la thyroïde ou autres pathologies thyroïdiennes qui pourraient être attribués au nuage de la catastrophe de Tchernobyl ». Une position dénoncée comme scandaleuse par l'Association des malades de la thyroïde et le réseau Sortir du Nucléaire.

## Galerie

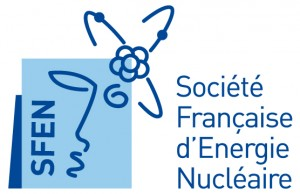
Logo SFEN avant 2020.
Logo Sfen depuis 2020.